# Diecezja sosnowiecka
Diecezja sosnowiecka (łac. Dioecesis Sosnoviensis) – jedna z 3 diecezji obrządku łacińskiego w metropolii częstochowskiej w Polsce, złożona z 97 parafii dotychczasowej diecezji częstochowskiej, 44 parafii diecezji kieleckiej i 11 parafii archidiecezji krakowskiej (parafie jaworznickie historycznie należące do Zagłębia Krakowskiego), ustanowiona 25 marca 1992 r. przez papieża Jana Pawła II bullą „Totus Tuus Poloniae Populus” (z łac. „Cały Twój lud w Polsce”). Największe wydarzenie w historii diecezji to wizyta papieża Jana Pawła II 14 czerwca 1999 r. w Sosnowcu, co zgodnie ze słowami pierwszego ordynariusza księdza biskupa Adama Śmigielskiego, było wielkim sukcesem Kościoła katolickiego w Zagłębiu Dąbrowskim i ludzi tutaj mieszkających. Diecezja sosnowiecka graniczy z archidiecezją katowicką, diecezją kielecką, diecezją gliwicką, archidiecezją częstochowską i archidiecezją krakowską.
W 2022 r. w diecezji posługę pełniło 268 księży, a w seminarium duchownym kształciło się 14 kleryków. Udzielono 4076 sakramentów chrztu (wobec 4607 rok wcześniej), 5779 sakramentów Pierwszej Komunii św. (wobec 5755 w 2021 r.), 5854 sakramenty bierzmowania (wobec 4367 w 2021 r.) i 1121 sakramentów małżeństwa (wobec 1265 w 2021 r.). W Mszach św. uczestniczyło 18,7% wiernych, do komunii przystąpiło 8,7%, a na lekcje religii uczęszczało 79,8% uczniów.

## Instytucje
- Kuria diecezjalna w Sosnowcu
- Sąd biskupi w Sosnowcu
- Wyższe Seminarium Duchowne Diecezji Sosnowieckiej w Częstochowie
- Caritas
- Sosnowiecka kapituła katedralna
- Archiwum diecezjalne

## Biskupi

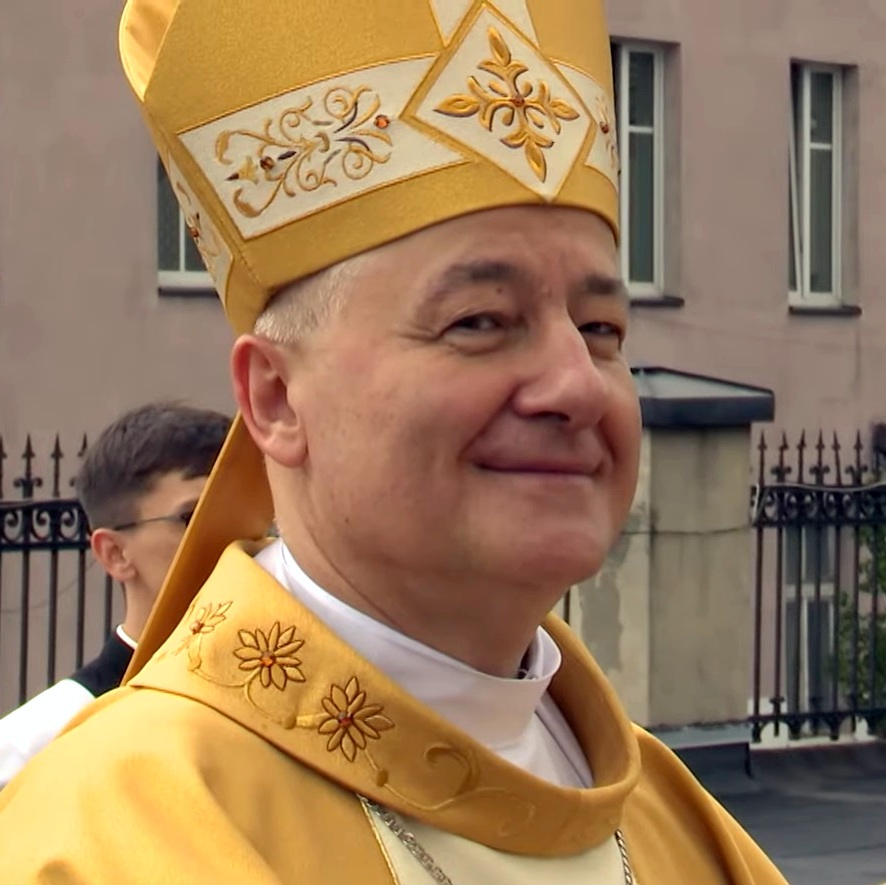
Artur Ważny – biskup diecezjalny

### Biskup diecezjalny
- bp Artur Ważny – od 2024

### Biskupi seniorzy
- bp Grzegorz Kaszak – biskup diecezjalny w latach 2009–2023, senior od 2023
- bp Piotr Skucha – biskup pomocniczy w latach 1992–2021, senior od 2021

## Główna świątynia
- Bazylika katedralna Wniebowzięcia Najświętszej Maryi Panny w Sosnowcu

## Sanktuaria
- Polskiej Golgoty Wschodu w Będzinie-Syberce
- Matki Bożej Anielskiej w Dąbrowie Górniczej
- św. Antoniego z Padwy w Dąbrowie Górniczej-Gołonogu
- Najświętszego Serca Pana Jezusa w Dąbrowie Górniczej-Strzemieszycach
- Matki Bożej Wspomożycielki Wiernych w Jaroszowcu
- Matki Bożej Nieustającej Pomocy w Jaworznie-Osiedlu Stałym
- Matki Bożej Skałkowej w Podzamczu
- Miłosierdzia Bożego w Sosnowcu
- Najświętszej Maryi Panny Fatimskiej w Sosnowcu-Zagórzu
- Matki Bożej Dobrej Drogi w Wojkowicach Kościelnych
- Najświętszego Zbawiciela w Przegini

## Patroni
- Św. Albert Chmielowski (postanowieniem papieża) – patron główny
- Św. Rafał Kalinowski (postanowieniem papieża) – patron drugorzędny